# Samassi
Samassi ist eine italienische Gemeinde (comune) mit 4757 Einwohnern (Stand 31. Dezember 2023) in der Provinz Medio Campidano auf Sardinien. Die Gemeinde liegt etwa 9 Kilometer südlich von Sanluri und etwa 14 Kilometer nordwestlich von Villacidro am Flumi Mannu.

## Geschichte
Im Gemeindegebiet liegt eine Nekropole der Vandalen aus dem 5. Jahrhundert nach Christus.

## Persönlichkeiten
- Lao Silesu (1883–1953), Komponist

## Verkehr
Durch die Gemeinde führt die Strada Statale 196 di Villacidro. Ferner besteht ein Bahnhof im Ort (Samassi-Serrenti) an der Bahnstrecke Cagliari–Golfo Aranci Marittima.

## Weblinks

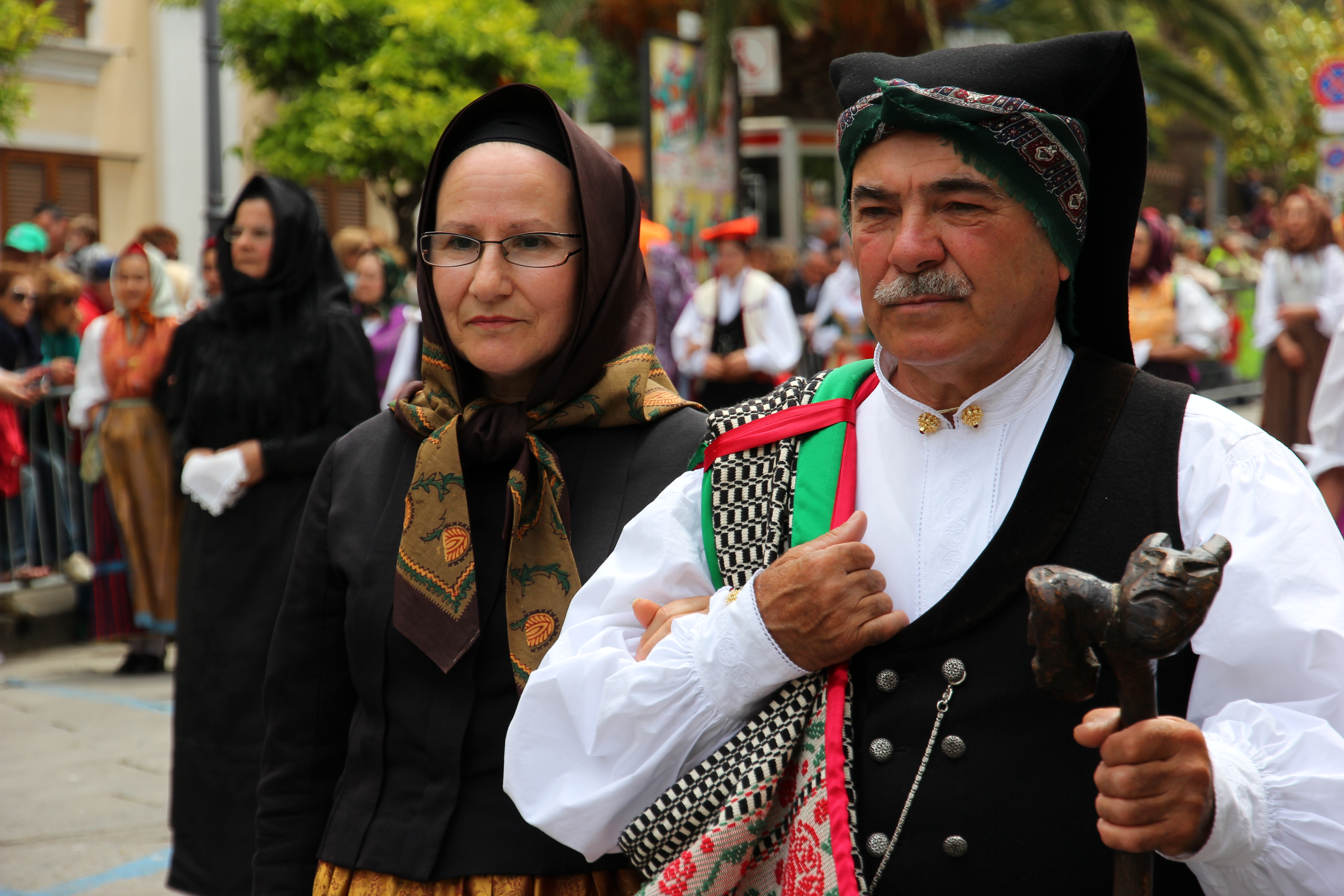
Traditionelle Tracht